# Козлов Олексій Анатолійович
Олексій Анатолійович Козлов (рос. Алексей Анатольевич Козлов, нар. 16 листопада 1986, Петрозаводськ) — російський футболіст, захисник клубу «Динамо» (Москва) та збірної Росії.

## Клубна кар'єра

### Ранні роки
Козлов — вихованець футболу Набережних Човнів, куди переїхав з родиною в ранньому віці з Петрозаводська. Займатися футболом почав у місцевій команді «Зоря», де його тренером був Геннадій Кадильський. У 9-му класі підписав свій перший контракт, коли відправився в Нижньокамський «Нафтохімік». У 16 років переїхав до Німеччини, де продовжив навчання в юнацькій команді «Гамбурга».
З 2004 по 2006 роки виступав за команду «Бергедорф 85» в Оберлізі «Північ», четвертому за рівнем дивізіоні Німеччини. Потім, з липня по вересень 2006 року перебував у складі команди «Любек», що виступала в Регіональній лізі «Північ», третьому за рівнем дивізіоні Німеччини.

### «КАМАЗ»
2007 року повернувся до Росії, де і почав професійну кар'єру, поповнивши в серпні лави клубу Першого дивізіону «КАМАЗ», в тому сезоні зіграв за челнінський клуб 2 матчі. Наступний рік теж провів в «КАМАЗі», взяв участь у 14 іграх, в яких забив 1 м'яч, в першості і ще 1 зустріч зіграв у Кубку Росії. У тому сезоні домігся, разом з командою, першого в кар'єрі серйозного успіху — 3-го місця у Першому дивізіоні.
У сезоні 2009 року Олексій закріпився в основному складі, провів за «КАМАЗ» 32 матчі та забив 1 гол в першості, і ще 1 зустріч зіграв у Кубку країни. Завдяки показаній грі, Олексій Козлов привернув до себе увагу ряду клубів, в числі яких були московські «Спартак» та «Динамо», а також казанський «Рубін», до переходу в який гравець був близький в серпні 2009 року. Після завершення першості Козлов міг поповнити ряди самарських «Крил Рад», які домовилися з «КАМАЗом» про трансфер, однак наступний сезон 2010 Олексій почав знову в «КАМАЗі», взявши участь у 23 іграх, в яких забив 1 м'яч, в першості і 2 матчі провів у Кубку, після чого, в серпні 2010 року, покинув клуб, перейшовши в «Кубань», при цьому в липні того року їм знову цікавилися «Крила».

### «Кубань»
Контракт з «Кубанню» Козлов підписав на 3 роки. Дебютував за новий клуб 21 серпня, вийшовши у стартовому складі в домашньому матчі 25-го туру чемпіонату проти «Хімок» з однойменного міста, в тій зустрічі Козлов отримав розсічення. Всього в тому сезоні Олексій провів за «Кубань» 13 ігор і став, разом з командою, переможцем Першого дивізіону Росії.
13 березня 2011 року дебютував в Прем'єр-лізі в домашньому матчі 1-го туру чемпіонату проти казанського «Рубіна». Всього зіграв в елітному дивізіоні за «Ростов» 78 матчів.

### «Динамо»
27 лютого 2014 року, в останній день трансферного вікна, перейшов у московське «Динамо» за 10 млн євро. У московській команді він приєднався до тренера Дана Петреску, з яким вже працював разом в «Кубані».
Козлов дебютував у стартовому складі «біло-блакитних» 9 березня 2014 року в матчі проти ЦСКА (4:2). Відтоді встиг відіграти за московських динамівців 5 матчів в національному чемпіонаті.

## Виступи за збірну
2008 року викликався до зборів молодіжної збірної Росії.
19 серпня 2011 року Олексій був викликаний до табору другої збірної Росії на матч c олімпійською збірною Білорусі.
24 травня 2013 року отримав свій перший виклик до головної збірної Росії на матч кваліфікації ЧС-2014.
Дебют за збірну відбувся 7 червня 2013 року в відбірковому матчі до чемпіонату світу 2014 року проти збірної Португалії. Вийшовши на 31-й хвилині матчу, він замінив травмованого Олександра Анюкова.
Наразі провів у формі головної команди країни 8 матчів.